# What You Don't Know
What You Don't Know est le cinquième single de Monrose. Le single est prévu pour le 7 décembre 2007.
Liste des titres (En Allemagne):
01. What You Don't Know
02. What You Don't Know (Candle Light Mix)
03. Say Yes
04. What You Don't Know (Version Instrumental)